# Campionat del Món de quilòmetre contrarellotge masculí
El Campionat del món de quilòmetre contrarellotge masculí és el campionat del món del Quilòmetre contrarellotge organitzat anualment per l'UCI, dins els Campionats del Món de Ciclisme en pista.
Es disputa des de 1966 en un principi en la modalitat amateur i a partir de 1993 ja amb la modalitat "open". Les edicions dels anys 1972, 1976, 1980, 1984, 1988 i 1992 no es van diputar per coincidir amb els Jocs Olímpics. Així els campions olímpics tenien el dret de portar el mallot irisat de Campions del món.

## Pòdiums dels Guanyadors

### Quilòmetre contrarellotge amateur
| Proves | Or                                       | Plata                                    | Bronze                                   |
| 1966   | Pierre Trentin (FRA)                     | Paul Seye (BEL)                          | Frans van den Ruit (NED)                 |
| 1967   | Niels Fredborg (DEN)                     | Waclaw Latocha (POL)                     | Roger Gibbon (TRI)                       |
| 1968   | Niels Fredborg (DEN)                     | Jack Simes (USA)                         | Gianni Sartori (ITA)                     |
| 1969   | Gianni Sartori (ITA)                     | Janusz Kierzkowski (POL)                 | Klaas Balk (NED)                         |
| 1970   | Niels Fredborg (DEN)                     | Harry Kent (NZL)                         | Anton Tkáč (TCH)                         |
| 1971   | Eduard Rapp (URS)                        | Peder Pedersen (DEN)                     | Pierre Trentin (FRA)                     |
| 1972   | No disputat per culpa dels Jocs Olímpics | No disputat per culpa dels Jocs Olímpics | No disputat per culpa dels Jocs Olímpics |
| 1973   | Janusz Kierzkowski (POL)                 | Eduard Rapp (URS)                        | Herman Ponsteen (NED)                    |
| 1974   | Eduard Rapp (URS)                        | Ferruccio Ferro (ITA)                    | Janusz Kierzkowski (POL)                 |
| 1975   | Klaus-Jürgen Grünke (RDA)                | Eduard Rapp (URS)                        | Janusz Kierzkowski (POL)                 |
| 1976   | No disputat per culpa dels Jocs Olímpics | No disputat per culpa dels Jocs Olímpics | No disputat per culpa dels Jocs Olímpics |
| 1977   | Lothar Thoms (RDA)                       | Günther Schumacher (RFA)                 | Hans Ledermann (SUI)                     |
| 1978   | Lothar Thoms (RDA)                       | Jocelyn Lovell (CAN)                     | Rainer Hönisch (RDA)                     |
| 1979   | Lothar Thoms (RDA)                       | Gordon Singleton (CAN)                   | Eduard Rapp (URS)                        |
| 1980   | No disputat per culpa dels Jocs Olímpics | No disputat per culpa dels Jocs Olímpics | No disputat per culpa dels Jocs Olímpics |
| 1981   | Lothar Thoms (RDA)                       | Fredy Schmidtke (RFA)                    | Sergei Kopylov (URS)                     |
| 1982   | Fredy Schmidtke (RFA)                    | Lothar Thoms (RDA)                       | Emanuel Raasch (RDA)                     |
| 1983   | Sergei Kopylov (URS)                     | Gerhard Scheller (RFA)                   | Lothar Thoms (RDA)                       |
| 1984   | No disputat per culpa dels Jocs Olímpics | No disputat per culpa dels Jocs Olímpics | No disputat per culpa dels Jocs Olímpics |
| 1985   | Jens Glücklich (RDA)                     | Philippe Boyer (FRA)                     | Martin Vinnicombe (AUS)                  |
| 1986   | Maic Malchow (RDA)                       | Martin Vinnicombe (AUS)                  | Jens Glücklich (RDA)                     |
| 1987   | Martin Vinnicombe (AUS)                  | Jens Glücklich (RDA)                     | Konstantin Khrabtsov (URS)               |
| 1988   | No disputat per culpa dels Jocs Olímpics | No disputat per culpa dels Jocs Olímpics | No disputat per culpa dels Jocs Olímpics |
| 1989   | Jens Glücklich (RDA)                     | Martin Vinnicombe (AUS)                  | Alexandre Kiritchenko (URS)              |
| 1990   | Alexandre Kiritchenko (URS)              | Martin Vinnicombe (AUS)                  | Jens Glücklich (RDA)                     |
| 1991   | José Moreno (ESP)                        | Jens Glücklich (GER)                     | Gene Samuel (TRI)                        |
| 1992   | No disputat per culpa dels Jocs Olímpics | No disputat per culpa dels Jocs Olímpics | No disputat per culpa dels Jocs Olímpics |

### Quilòmetre contrarellotge open
| Proves | Or                     | Plata                                      | Bronze                     |
| 1993   | Florian Rousseau (FRA) | Shane Kelly (AUS)                          | Jens Glücklich (GER)       |
| 1994   | Florian Rousseau (FRA) | Erin Hartwell (USA)                        | Shane Kelly (AUS)          |
| 1995   | Shane Kelly (AUS)      | Florian Rousseau (FRA)                     | Erin Hartwell (USA)        |
| 1996   | Shane Kelly (AUS)      | Sören Lausberg (GER)                       | Jan van Eijden (GER)       |
| 1997   | Shane Kelly (AUS)      | Sören Lausberg (GER)                       | Stefan Nimke (GER)         |
| 1998   | Arnaud Tournant (FRA)  | Shane Kelly (AUS)                          | Erin Hartwell (USA)        |
| 1999   | Arnaud Tournant (FRA)  | Shane Kelly (AUS)                          | Stefan Nimke (GER)         |
| 2000   | Arnaud Tournant (FRA)  | Sören Lausberg (GER)                       | Jason Queally (GBR)        |
| 2001   | Arnaud Tournant (FRA)  | Sören Lausberg (GER)                       | Grzegorz Krejner (POL)     |
| 2002   | Chris Hoy (GBR)        | Arnaud Tournant (FRA)                      | Shane Kelly (AUS)          |
| 2003   | Stefan Nimke (GER)     | Shane Kelly (AUS)                          | Arnaud Tournant (FRA)      |
| 2004   | Chris Hoy (GBR)        | Arnaud Tournant (FRA)                      | Theo Bos (NED)             |
| 2005   | Theo Bos (NED)         | Jason Queally (GBR)                        | Chris Hoy (GBR)            |
| 2006   | Chris Hoy (GBR)        | Ben Kersten (AUS)                          | François Pervis (FRA)      |
| 2007   | Chris Hoy (GBR)        | François Pervis (FRA)                      | Jamie Staff (GBR)          |
| 2008   | Teun Mulder (NED)      | Michaël D'Almeida (FRA)                    | François Pervis (FRA)      |
| 2009   | Stefan Nimke (GER)     | Taylor Phinney (USA)                       | Mohd Rizal Tisin (MAS)     |
| 2010   | Teun Mulder (NED)      | Michaël D'Almeida (FRA)                    | François Pervis (FRA)      |
| 2011   | Stefan Nimke (GER)     | Teun Mulder (NED)                          | François Pervis (FRA)      |
| 2012   | Stefan Nimke (GER)     | Michaël D'Almeida (FRA)                    | Simon Van Velthooven (NZL) |
| 2013   | François Pervis (FRA)  | Simon Van Velthooven (NZL)                 | Joachim Eilers (GER)       |
| 2014   | François Pervis (FRA)  | Joachim Eilers (GER)                       | Simon Van Velthooven (NZL) |
| 2015   | François Pervis (FRA)  | Joachim Eilers (GER)                       | Matthew Archibald (NZL)    |
| 2016   | Joachim Eilers (GER)   | Theo Bos (NED)                             | Quentin Lafargue (FRA)     |
| 2017   | François Pervis (FRA)  | Tomáš Bábek (CZE) · Quentin Lafargue (FRA) | No concedit                |